# 大村城 (越中国)
大村城（おおむらじょう）は、富山県富山市海岸通に在った日本の城。とやま城郭カードNo.66。

## 規模
日本海に程近い神通川の河口の東側に築かれた平城。城域は広大で約15000平方メートルにも及ぶが、今後の調査によってはまだ広がる可能性が有る。この地は城の北を浜街道（旧北国街道）が通り、また水運、海運も栄えた要衝であった。土塁と堀が残っている。また出城としては越中国日方江城が在る。

## 歴史
永正年間（1504年 - 1520年）に越中国の国人、轡田氏によって築かれたという。越中国新庄城に拠っていた三輪氏が上杉勢に滅ぼされた後は新庄城をもその管轄下に置いている。ちなみにこの頃史料に散見出来る轡田氏として轡田「豊後」守、轡田「備後」守（新庄城の城主として名を残している）、轡田「肥後」守（上杉謙信の配下として能登攻めに加わっている）がいる。1578年（天正6年）、上杉方の越中国松倉城主河田長親に攻められて落城。城主轡田豊後守雅正は城を枕に討死した。雅正を含む轡田方の戦死者は瑞円寺の北に在る「精霊塚」に葬られたと云われている。また雅正の長男が生き延びて剃髪し祐専と名乗り、1568年（永禄11年）に富山県富山市婦中町下轡田に在る浄福寺を開いたというが、時期的に符合しない。ちなみに浄福寺にある陣鐘は轡田氏が陣中で使っていたものであると云われていろ。
城跡には瑞円寺と私邸が建っており、寺には轡田氏の位牌と雅正が祀っていたと云われる阿弥陀仏が残されている。

## 逸話
そうけ塚
長親は大村城を攻めるに当たり城内を観察するために付近の神社に見張り台を造ろうとした。住民に「土を持ってきた者にはそうけ一杯につき三文与える」と触れたので住民はこぞって土を持ってきた。その結果一夜で巨大な丘ができたと云う。この塚は現在でも残っており、「そうけ塚（又は三文塚）」と呼ばれている。
飛び団子
浜街道沿いの松林に棲む魔物が往来の人々を困らせるので雅正が退治に向かったが倒せず疲れ果てて熊野権現に助けを求めたところ、何処からともなく飛んできた団子が口に入り、それによって元気を得て魔物を倒すことができたという。この後団子が厄除け魔除けの名物となり、現在でも岩瀬地区の菓子店で売られている。また、熊野権現を祀った地蔵も残っている。
炊きさしの宮
1578年（天正6年）、長親が大村城を攻めた際に付近の八幡宮で戦勝祈願をした。その後境内で食事の支度をしている時に急に攻撃命令が出たため、兵達はやむなく何も食べずに出陣したという。その宮は今はないが、宮の跡は「炊きさしの宮」と呼ばれている。